# 小山まりあ
小山 まりあ（こやま まりあ、1988年6月29日 - ）は、日本の女優。栃木県出身。血液型はA型。

## 略歴・人物
舞台を中心とした女優として活躍。
2016年に黄金のコメディフェスティバルに出場し、最優秀俳優賞、スクウェア・エニックス賞を受賞した。

## 出演

### TV
- ザ!世界仰天ニュース（2015年、日本テレビ）

### 舞台
- 「おぶ・ざ・でっどな夜 壱 ～ちょっとホラーな短篇集～」（2014年1月22日 - 28日、エビス駅前バー）
- 劇団鋼鉄村松「けつあごのゴメス」（2013年5月22日 - 26日、中野ザ・ポケット）
- 美女と魔物のバッティングセンター（2014年3月25日 - 30日、恵比寿・エコー劇場）
- 実弾生活13「グレイトフル渡辺」（2014年4月24日 - 27日、新宿シアターミラクル）
- くちびるの会 第1弾公演「旅人と門」（2014年7月23日 - 27日、ギャラリー・ルデコ）
- 劇団鋼鉄村松20周年記念公演 第2弾「ロケット・マン」（2014年11月6日 - 9日、テアトルBONBON）
- 実弾生活14「ふりそそぐ晩秋」（2014年11月21日 - 24日、新宿シアターミラクル）
- 大人の麦茶「認めてどうしても欲しくて」（2015年3月10日 - 22日、下北沢Geki地下Liberty）
- 朝劇下北沢「下北LOVER」（2015年5月3日、VIZZ CAFE） - ゲスト
- 朝劇渋谷L.LovesR.「渋谷・イン・ワンダーランド」（2015年8月9日・23日、L.LovesR.）
- 実弾生活15「爆ぜて実りの秋」（2015年10月9日 - 12日、新宿バティオス）
- カミナリフラッシュバックスと、まの。stage4「ことし、さいあくだった人」（2015年12月9日 - 15日、nakanof）
- 劇団マツモトカズミ プロデュース公演「読モの掟!2016」（2016年5月4日 - 8日、新国立劇場）
- オムニバスコントライブ「実弾生活16黄金のメーデー」（2016年5月17日 - 22日、新宿シアター・ミラクル）
- 劇団鋼鉄村松「MARK（X）」（2016年9月17日 - 25日、シアター風姿花伝）
- 朝劇渋谷（2017年1月15日） - 作 / 演出
- 劇団鋼鉄村松「オセロ王」（2017年2月1日 - 5日、花まる学習会王子小劇場）

### バラエティ
- まなび戦隊オシエルンジャーショー - オシエピンク / まりあ先生 役（アリオ橋本開催イベント[2]）